# Rusłan Hiłaziew
Rusłan Nakifowycz Hiłaziew, ukr. Руслан Накіфович Гілазєв (ur. 7 stycznia 1977 w Odessie) – ukraiński piłkarz grający na pozycji pomocnika, a wcześniej napastnika lub obrońcy.

## Kariera piłkarska

### Kariera klubowa
Wychowanek Szkoły Piłkarskiej Czornomoreć Odessa. Pierwszy trener Sawelij Semenow. W 1994 rozpoczął karierę piłkarską w amatorskim zespole Dynamo-Dagma Odessa. W 1995 awansował z klubem do Drugiej lihi, jednak po zakończeniu sezonu ponownie spadł do rozgrywek amatorskich. Latem 1997 został piłkarzem Desny Czernihów. Na początku 1999 wyjechał do Mołdawii, gdzie bronił barw Zimbru Kiszyniów. Latem 2001 powrócił do Odessy, gdzie podpisał kontrakt z Czornomorcem Odessa, któremu pomógł powrócić do najwyższej klasy. 7 lipca 2002 debiutował w Wyszczej lidze w meczu z Krywbasem Krzywy Róg. Latem 2008 został wypożyczony na rok do Dnistra Owidiopol. Zimą 2009 próbował swoich sił w rosyjskiej Bałtice Kaliningrad, ale przez otrzymaną kontuzję był zmuszony zakończyć karierę piłkarską.

## Kariera trenerska
W lipcu 2009 rozpoczął pracę trenerską pomagając trenować młodzieżową drużynę Czornomorca Odessa. Po zakończeniu sezonu został zwolniony z zajmowanego stanowiska.

## Sukcesy i odznaczenia

### Sukcesy klubowe
- mistrz Mołdawii: 1999, 2000
- brązowy medalista Mistrzostw Ukrainy: 2006